# Kateřina Emingerová
Catherine Emingerová (13 juillet 1856 — 9 septembre 1934) est une compositrice, pianiste et professeur de musique tchèque. Elle a également été une écrivaine et journaliste musicale prolifique, produisant de nombreux livres, essais, critiques et articles sur la musique.

## Biographie
Emingerová est née à Prague le 13 juillet 1856, fille de l'avocat praguois John Eminger et de son épouse Julie Emingerová. La sœur de Catherine, Helena (1858-1943), est devenue une célèbre peintre et graphiste. Catherine termine sa première période d'études auprès de Frank Skroup, Bedrich Smetana, Adolf Čech, František Skuherský, Ludevít Walk, Adalbert et John Thundered, Josef Palecek et le ténor viennois Gustav Walter.
Elle a également étudié avec Josef Jiránek, Charles Slavkovských, Ludevít Walks, Henry Kaan à Berlin et avec Karl-Heinrich Barth à la Hochschule für Musik (1882–1883). Elle a étudié la composition en privé avec Zdeněk Fibich et Vítězslav Novák et a commencé à composer à l'âge de treize ans. Emingerová donne son premier concert solo à dix-neuf ans dans la salle de concert de Konvikt.
Dans les années 1870, Emingerová commence à composer des danses, en particulier des polkas, qui étaient populaires lors des bals de Prague. Elle compose également pour orchestre, ensembles de chambre, chœur et voix seule. En 1890, elle commence à travailler au Conservatoire de Prague, d'abord en tant qu'étudiante accompagnatrice, puis après 1911 en tant que professeur de piano et de musique de chambre. Elle travaille au Conservatoire pendant trente-huit ans avant de prendre sa retraite en 1928,.
Elle meurt à Prague le 9 septembre 1934.

## Carrière d'écrivain
Tout en continuant à jouer en tant qu'accompagnatrice, Emingerová se met à faire des représentations en relation avec ses cours sur la musique, dont certains ont été publiés plus tard sous forme de livre et d'articles dans des magazines et des journaux. Elle a préparé et publié des recueils d'anciens compositeurs tchèques, et au début du 20e siècle, elle a commencé à contribuer à Female World, Women's Horizon, Eve et à New Woman en promouvant des compositrices telles que Fanny Mendelssohn, Augusta Mary Anne Holmes, Cecile Chaminade, Johann Muller-Herrmanová, Lisa Maria Mayer, Ethel Mary Smyth, Mary Lola Beranová-Stark ou Florentina Mall.
Emingerová a également publié des articles dans les revues musicales Dalibor, Smetana et dans des journaux tchèques, dont Prager Presse (de), National Press et National Policy . Elle a écrit des critiques de représentations au Théâtre national, à l'Opéra, à Vinohrady, de l'Orchestre philharmonique tchèque, de la Chamber Music Society et au Conservatoire de Prague. Elle a également écrit un certain nombre d'essais sur l'éducation musicale des enfants.
Les documents d'Emingerová sont conservés dans la bibliothèque et les archives du Conservatoire de Prague, du Musée de la littérature nationale, du Musée national et du Musée tchèque de la musique.

## Œuvres

### Œuvres pour piano (2 mains)
- Inventions
- Concert Etude
- Reminders (1872)
- Neighborhood
- Mignonette-Polka (1875)
- Ni-Polka (1877-1878)
- Sychrovská Galop (1879)
- Tarantella, op. 4 (vers1882)
- Polka mélancolique
- Valse mignonne

### Œuvres pour piano (4 mains)
- Marche festive (1899)
- Berceuse

### Œuvres pour violon et piano
- Polonaise
- Sonate (1881)

### Chansons pour voix et piano
- An Dich (paroles Maria Janitschek (en))
- Weiss das sie ja schon lange
- Frühlingslied (1880)
- Étoile de l'espoir (1880)
- Gute Nacht (1889)
- It seemed to me that you 'died (1890)
- Deux chansons pour voix haute
- Chansons anciennes (1930)
- Deux chansons pour voix haute avec accompagnement au piano
- Believe me, the bloom on the wings of a butterfly
- How Gem (1883)
- Just watch
- Werners Jung Lied
- People were talking
- Liebeszauber
- The thickness of the eye (1880)
- Prière (1880)
- In heaven and on earth
- Piper (1896)
- Pilgrim
- Kovařovic Andula (1896)
- You as a dreamy sky
- Evening Song
- Princess Dandelion (1901)

### Chansons pour deux voix avec piano
- Trois chansons folkloriques tchèques (1880)
- I would like
- Duos pour voix de femmes
- Star and Hope (paroles d'Elizabeth Krásnohorská)

### Chœurs de femmes
- Quatre chansons pour voix de femmes (1900)
- Duos pour voix de femmes
- Svatvečer

### Chœurs d'hommes
- Spouses
- Torches here!
- Funny Chorus pour quatre voix masculines (1901)

### Chœurs mixtes
- O salutaris Away (1901)

### Chansons orchestrales
- Reminders (polka, 1872)
- Rusalka (polka, 1873)
- Sparks (galop)
- Off (galop, 1874)
- Zefyri (galop, 1875)
- Mignonette (Polka, 1875)
- Joséphine (galop, 1878)
- Sychrovská (galop, 1879)
- Slavic bouquet (Quadrille, 1879)
- Forest Legend (Quadrille, 1880)
- Valse (1882)
- Souvenirs du château Eisenberg (Quadrille, 1882)
- Tarantella (1882) [3]